# Kangur rdzawoszyi
Kangur rdzawoszyi, walabia Bennetta, kangur Bennetta (Notamacropus rufogriseus) – gatunek ssaka z podrodziny kangurów (Macropodinae) w obrębie rodziny kangurowatych (Macropodidae). We wcześniejszej polskiej literaturze zoologicznej gatunek był oznaczany nazwą zwyczajową „walabia Benetta” lub „kangur benetta”. Jednak w wydanej w 2015 roku przez Muzeum i Instytut Zoologii Polskiej Akademii Nauk publikacji „Polskie nazewnictwo ssaków świata” gatunkowi nadano nazwę kangur rdzawoszyi.

## Taksonomia
Gatunek po raz pierwszy zgodnie z zasadami nazewnictwa binominalnego opisał w 1817 roku francuski przyrodnik Anselme Gaëtan Desmarest nadając mu nazwę Kangurus rufogriseus. Miejsce typowe to wyspa King, Tasmania, Australia. Holotyp to zamontowana skóra i czaszka młodocianej samicy (sygnatura MNHN-ZM-MO-1990-397) z kolekcji Muzeum Historii Naturalnej w Paryżu; okaz typowy zebrany w styczniu 1804 roku przez François Pérona i Charlesa Lesueura. Podgatunek banksianus formalnie opisali w 1825 roku francuscy zoolodzy Jean René Constant Quoy i Joseph Paul Gaimard jako odrębny gatunek i nadając mu nazwę Kangurus banksianus. Miejsce typowe to Góry Błękitne, Nowa Południowa Walia, Australia. Holotyp nie istniał, autor oparł swój opis na opisie zaczerpniętym z niepublikowanego rękopiśmiennego dziennika Baralliera, francuskiego inżyniera w służbie Anglii, który podróżował po Górach Błękitnych.
Autorzy Illustrated Checklist of the Mammals of the World wyróżniają dwa podgatunki.

### Etymologia
- Notamacropus: gr. νοτος notos „południe”; rodzaj Macropus Shaw, 1790 (kangur)[22].
- rufogriseus: łac. rufus „rudy”[23]; średniowiecznołac. griseum, griseus lub grisius „szary”[24].
- banksianus: Sir Joseph Banks (1743–1820), brytyjski botanik, odkrywca podczas wypraw kapitana Cooka w latach 1768–1771, prezes Royal Society w latach 1778–1820, założyciel Kew Gardens[25][6].

## Zasięg występowania
Kangur rdzawoszyi występuje w zależności od podgatunku:
- N. rufogriseus rufogriseus – Tasmania i pobliskie wyspy (Bruny Island, Robbins Island i Walker Island); także na wyspach w Cieśninie Bassa (Cape Barren, Deal Island, Wyspa Flindersa i King).
- N. rufogriseus banksianus – wybrzeże południowo-wschodniej Australii od Gladstone, w południowo-wschodniego Queenslandzie, po daleką południowo-wschodnią Australię Południową.

## Morfologia
Długość ciała (bez ogona) samic 65,9–74,1 cm, samców 71,2–92,3 cm, długość ogona samic 62,3–77,8 cm, samców 69,1–86,2 cm; masa ciała samic 11–15,5 kg, samców 15–26,8 kg dla podgatunku rufogriseus; długość ciała (bez ogona) samic 70,8–83,7 cm, samców 77–88,8 cm, długość ogona samic 66,4–79 cm, samców 70,3–87,6 cm; masa ciała samic 12–15,5 kg, samców 15–23,7 kg dla podgatunku banksianus.

## Ekologia
Ssak roślinożerny żyjący samotnie lub tworzący stada. Młode wielkości orzecha wędruje po porodzie do torby lęgowej matki, gdzie rozwija się jeszcze przez osiem miesięcy. Kangury rdzawoszyje występują na terenach przybrzeżnych wschodniej Australii i Tasmanii. Są aktywne nocą, nad ranem lub późnym popołudniem. Żywią się głównie liśćmi i trawą. Są poławiane dla mięsa i futra, a w pobliżu farm hodowlanych są tępione jako szkodniki.
Kangury rdzawoszyje zbiegłe z niewoli tworzą trwałą populację w Wielkiej Brytanii. Przed 1945 stado kangurów rdzawoszyich hodowano też we Francji i w Sudetach celem aklimatyzacji.

## Status zagrożenia
W Czerwonej księdze gatunków zagrożonych Międzynarodowej Unii Ochrony Przyrody i Jej Zasobów został zaliczony do kategorii LC (ang. least concern ‘najmniejszej troski’).